# Goniomitrium speluncae
Goniomitrium speluncae är en bladmossart som beskrevs av Potier de la Varde 1946. Goniomitrium speluncae ingår i släktet Goniomitrium och familjen Funariaceae. Inga underarter finns listade i Catalogue of Life.